# Ion Neagu (senator)
Pentru alte persoane cu aceleași prenume și nume de familie, vedeți pagina de dezambiguizare Ion Neagu.
Ion Neagu (n. 20 decembrie 1951) este un fost politician român care a ocupat funcția de senator în legislatura 1990-1992 și deputat în legislatura 1992-1996 din partea FSN.
Acesta și-a dat demisia din funcția de deputat la data de 1 februarie 1993 fiind înlocuit de Petre Naidin.